# Saint-Remimont (Vosges)
Saint-Remimont (1801 auch mit der Schreibweise Saint-Remy-Mont) ist eine französische Gemeinde mit 211 Einwohnern (Stand: 1. Januar 2022) im Département Vosges in der Region Grand Est (bis 2015 Lothringen). Sie gehört zum Arrondissement Neufchâteau und zum Gemeindeverband Terre d’Eau.

## Geografie
Die Gemeinde Saint-Remimont liegt sieben Kilometer nordwestlich der Mineralwasserstadt Vittel an der Mündung des Petit Vair in den Fluss Vair. Umgeben wird Saint-Remimont von den Nachbargemeinden Belmont-sur-Vair im Westen und Norden, Parey-sous-Montfort im Osten, Vittel im Südosten, Norroy im Süden sowie Mandres-sur-Vair im Südwesten.

## Bevölkerungsentwicklung
| Jahr      | 1962 | 1968 | 1975 | 1982 | 1990 | 1999 | 2006 | 2012 | 2022 |
| Einwohner | 150  | 172  | 161  | 152  | 213  | 230  | 214  | 233  | 211  |

Im Jahr 1846 wurde mit 350 Bewohnern die bisher höchste Einwohnerzahl ermittelt. Die Zahlen basieren auf den Daten von cassini.ehess und INSEE.

## Sehenswürdigkeiten
- Kirche Saint-Remi (zwei Grabsteine als Monuments historiques geschützt)

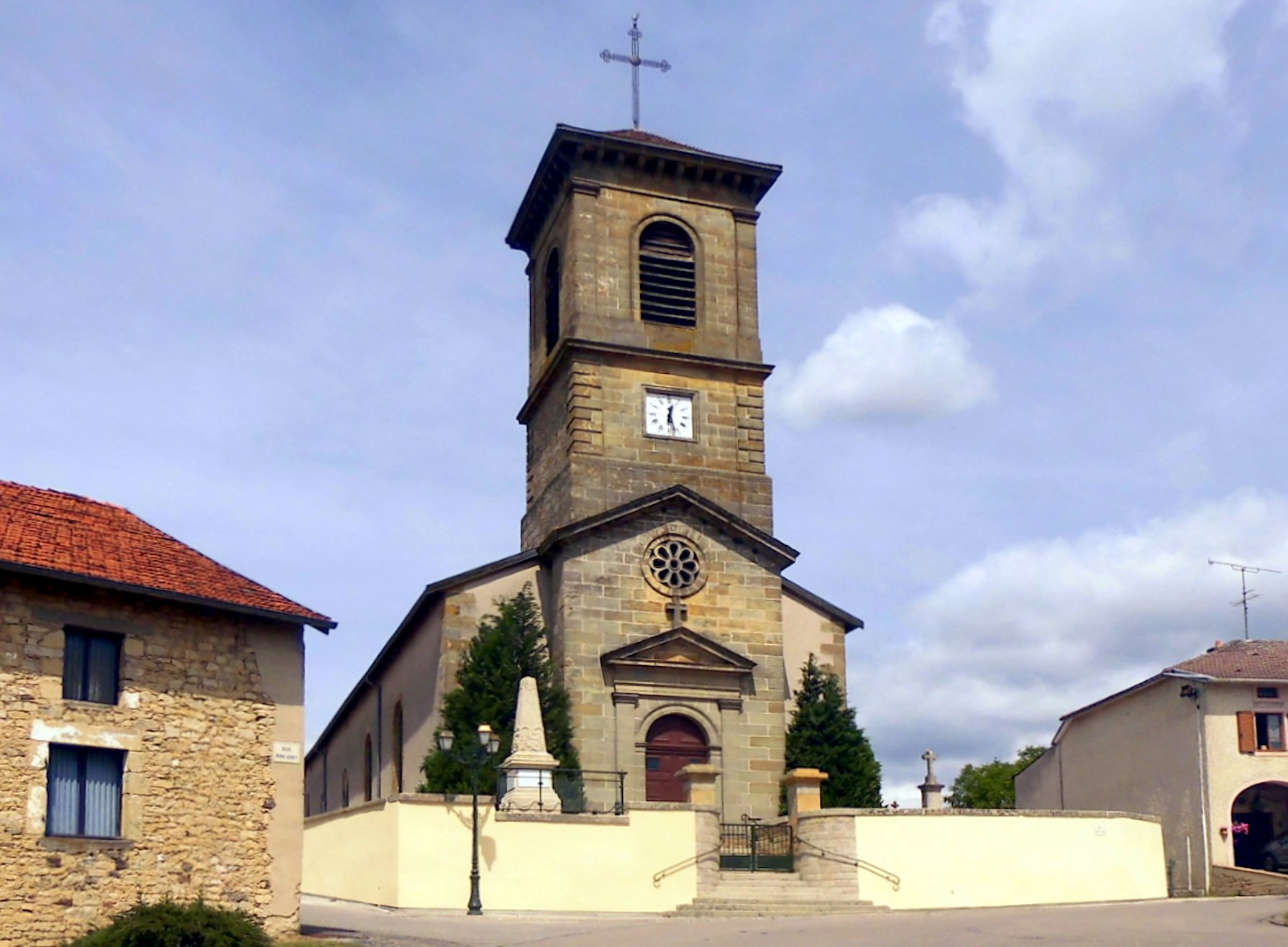
Kirche Saint-Remi

- Brunnen

## Wirtschaft und Infrastruktur
In der Gemeinde Saint-Remimont sind fünf Landwirtschaftsbetriebe ansässig (Milchviehhaltung, Rinder-, Ziegen- und Schafzucht).
Durch das Gemeindegebiet von Saint-Remimont führt die Fernstraße von Houécourt nach Contrexéville. In der sechs Kilometer entfernten Gemeinde Bulgnéville besteht ein Anschluss an die Autoroute A 31. In der acht Kilometer entfernten Kleinstadt Vittel befindet sich der nächste Bahnhof an der Bahnstrecke Merrey–Hymont-Mattaincourt.

## Belege
1. ↑  Ortsname auf cassini-ehess-fr
2. ↑  Saint-Remimont auf cassini.ehess
3. ↑  Saint-Remimont auf INSEE
4. ↑  Landwirtschaftsbetriebe auf annuaire-mairie.fr (französisch)